# Sogecable
Sogecable è una società di tv a pagamento spagnola creata nel 1989 e controllata dal 2007 dal gruppo Prisa.
Fu la prima società a introdurre sistemi interattivi e la televisione digitale in Spagna.
La società gestisce e acquista principalmente i diritti audio-visivi, ma distribuisce e produce anche canali.
Un'altra delle sue principali attività è la produzione e distribuzione delle esibizioni cinematografiche.
Il produttore di Sogecable è Sogecine, che è uno dei principali distributori e produttori in territorio spagnolo, con una certa rilevanza negli ultimi anni.
I palazzi di Sogecable si trovano a Tres Cantos, vicino a Madrid, con 23 canali televisivi, tra cui sono inclusi 9 versioni di Canal+ e 14 canali di sport, cinema, documentari, spettacoli per bambini e musica.
Possono essere visti via Digital+ (via satellite), via cavo e con l'ADSL.
Nel 2005 il gruppo lancia un canale gratuito sul terrestre Cuatro, canale che nel 2010 verrà acquistato da Gestevisión Telecinco.